# Gedenkraam in het gemeentehuis (Vught)
Het gedenkraam in het gemeentehuis is een oorlogsmonument in de Nederlandse plaats Vught.

## Achtergrond
Het glas-in-loodraam is een geschenk van het Rode Kruis als dank voor de hulp die de inwoners van de Vugt tijdens de Tweede Wereldoorlog gaven aan de gevangenen in Kamp Vught. Het werd gemaakt door glazenier Nico Schrier en in 1952 geplaatst in het gemeentehuis van Vught
Eerder, in 1949, schonk het Rode Kruis ook een raam voor het gemeentehuis van Westerbork, dat eveneens door Schrier werd gemaakt.

## Beschrijving
Het gedenkraam toont centraal een vrouwenfiguur (engel?), in wit gewaad en twee gevangenen te midden van prikkeldraad. Ook is het embleem van het Rode Kruis op het raam aangebracht. Het opschrift luidt: 

AANGEBODEN DOOR HET NEDERLANDSCHE ROODE KRUIS
AAN DE GEMEENTE VUGHT VOOR BETOONDE BARMHARTIGHEID
KAMP VUGHT 1942-1944